# جورج كاليب بينغهام
جورج كاليب بينغهام (بالإنجليزية: George Caleb Bingham)‏ هو رسام وسياسي أمريكي، ولد في 20 مارس 1811 في مقاطعة أوغوستا في الولايات المتحدة، وتوفي في 7 يوليو 1879 في كانساس سيتي في الولايات المتحدة. حزبياً، نشط في الحزب الديمقراطي. وقد انتخب أمين صندوق الدولة ‏. شغل بينغهام عدة مناصب في مدينة كانساس خلال سنواته الأخيرة، بينما كان يشغل أيضًا منصب مساعد الجنرال في ولاية ميزوري. تجسد لوحاته عن الحياة الحدودية الأمريكية على طول نهر ميزوري أسلوب اللمعان (اللومينزم).

## العمل في سانت لويس
عاد بينغهام مع عائلته إلى سانت لويس بشكل دائم في عام 1845. ترشح بينغهام للانتخاب بصفته يمينيًا إلى مجلس النواب في ميزوري في العام التالي، وذلك على الرغم من، أو بسبب، نجاحه التجاري من خلال اتحاد الفن الأمريكي في نيويورك (الذي وزع طبعات للوحته «جولي فلاتبوتمن» على 10000 مشترك في عام 1847، واشترى ووزع عدة لوحات أخرى في السنوات السبع التالية). بدا أنه فاز في عام 1846 بثلاثة أصوات، ولكنه خسر في إعادة الفرز. فاز بينغهام بالمقعد بهامش حاسم بعد إعادة الانتخابات في عام 1848، وأصبح أحد الفنانين القلائل الذين يخدمون في مناصب سياسية منتخبة. عارض بشدة «قرارات جاكسون» المؤيدة للعبودية في عام 1849، وذلك على الرغم من أن مؤيدها كان أيضًا من سكان مقاطعة سالين. مثّل بينغهام المنطقة الثامنة لميزوري في المؤتمر الوطني اليميني في يونيو 1852. كانت اهتماماته السياسية ستنعكس في لوحاته الحيوية للحياة السياسية الحدودية.
سافر بينغهام في عام 1856، بعد عامين من الإنشاء المضطرب لإقليم كانساس، إلى أوروبا بجولة مكثفة مع زوجته الثانية إليزا وابنته الصغرى. مكثوا في البداية في باريس لعدة أشهر، حيث حقق بينغهام رغبة منشودة منذ فترة طويلة بدراسة الرسم الرئيسي القديم في متحف اللوفر، وهو على الأرجح السبب الرئيسي لسفره إلى الخارج. ذهبوا إلى دوسلدورف بألمانيا حيث عاشوا حتى عام 1859، وشارك في مدرسة دوسلدورف للرسم. عاش بينغهام وعمل بين الفنانين الأمريكيين والألمان في المستعمرة الفنية، ومن بينهم الرسام الألماني الأمريكي إيمانويل لوتز، أبرز رسام تاريخي في الولايات المتحدة. (كانت لوحة واشنطن كروسينغ ذا ديلاوير أشهر أعماله آنذاك). كان لوتز غير معتاد على العيش في كلا البلدين، وكان لديه استوديو مفتوح في دوسلدورف حيث رحب ببينغهام كصديق وفنان ناجح بالفعل. كُلِّف بينغهام أثناء وجوده في ألمانيا من المجلس التشريعي لولاية ميزوري برسم بعض اللوحات الفنية المهمة للرئيسين واشنطن وجيفرسون (والتي دمرتهما النيران لاحقًا)، بالإضافة إلى لوحات مستقلة أخرى.

## الحرب الأهلية الأمريكية
عاد بينغهام إلى أمريكا بعد وفاة والد زوجته في عام 1859. واصل السفر في جميع أنحاء ميزوري بحثًا عن تكليفات أخرى، وانخرط مرة أخرى في السياسة. انتخب سكان ميزوري في انتخابات عام 1860خصم بينغهام لمرة واحدة، الديمقراطي كلايبورن فوكس جاكسون، كحاكم جزئي، بسبب إعلان الأخير نفسه كمناهض للانفصال. انتُخِب أبراهام لنكولن رئيسًا، وكثر الحديث عن الانفصال. فتح الحاكم جاكسون اتصالات مع الكونفدراليين، بما في ذلك جيفرسون ديفيس، عند توليه منصبه، وأرسل قطع مدفعية الحرس الوطني للولاية أسفل نهر المسيسيبي لخدمة الكونفدرالية. عمل بينغهام، بصفته رجلًا مخلصًا في الاتحاد، على جمع القوات لمعارضة جاكسون وحليفه المعين، اللواء ستيرلينغ برايس، وكُلِّف كقائد. هزمت قوات الاتحاد الكونفدراليين في بونفيل في 17 يونيو ومرة أخرى في 13 سبتمبر 1861. عُقِدت اتفاقية ميزوري بين تلك المعارك، وأعلنت نفسها بالإجماع تقريبًا ضد الانفصال، ثم أعلنت أن منصب الحاكم شاغرًا، وانتخبت هاميلتون غامبل كحاكم ليحل محل جاكسون في 28 يوليو. رفض جاكسون قبول شهادته، وأعلن ميزوري «جمهورية حرة» في 5 أغسطس، وسافر إلى ريتشموند بفيرجينيا للتشاور مع المسؤولين الكونفدراليين.
عين الحاكم غامبل بينغهام أمين خزانة ولاية ميزوري في سبتمبر 1861، وخدم بأمانة وكفاءة طوال الحرب. عارض بينغهام بشدة أمر الجنرال الاتحادي إوينغ رقم 11 اللاإنساني في عام 1863، والذي أمر بإخلاء مقاطعات كاس، وبيتز، وجاكسون، وجزء من مقاطعة فيرنون في غرب ميزوري للحد من دعم أنصار الكونفدرالية. اعتقد بينغهام أن العديد من الفظائع على الحدود بين كانساس وميزوري ارتُكبت في الواقع من قبل «الجايهوكرز» الموالين للاتحاد بتشجيع سري من إوينغ. جاء هذا الأمر بنتائج عكسية من خلال تفاقم الاستياء ضد القوات المحتلة حتى من قبل المتعاطفين مع الاتحاد (وأصبح لاحقًا موضوع لوحة). احتلت القوات الكونفدرالية بونفيل أيضًا لفترة وجيزة في 11 أكتوبر 1863، ومرة أخرى في 11 أكتوبر 1864. واصل بينغهام أيضًا رسم المزيد من اللوحات في الوقت نفسه، والتي كانت دائمًا «مصدر رزق له».

## مهنة ما بعد الحرب
عاد بينغهام أيضًا إلى السياسة، على الرغم من أن الحزب اليميني كان على وشك الزوال بحلول الوقت الذي عاد فيه بينغهام إلى ميزوري، وانضم لاحقًا إلى الحزب الديمقراطي. استمر في الانخراط بالسياسة في سنوات ما بعد الحرب الأهلية من خلال التعيينات السياسية. عُيِّن رئيسًا لمجلس مفوضي الشرطة في مدينة كانساس في عام 1874، وعين أول رئيس للشرطة هناك. عين الحاكم بينغهام في منصب القائد العام لولاية ميزوري في عام 1875، فأُشير إليه بعد ذلك باسم «الجنرال بينغهام».
عُيِّن بينغهام على الرغم من مرضه الشديد كأول أستاذ للفنون في جامعة ميزوري في كولومبيا بولاية ميزوري، والتي ساعد في تأسيسها صديقه الرائد رولينز وعائلته. التقى بعدد قليل من الطلاب قبل وفاته، وكان من بينهم أماندا أوستين.

## روابط خارجية
- جورج كاليب بينغهام على موقع الموسوعة البريطانية (الإنجليزية)
- جورج كاليب بينغهام على موقع إن إن دي بي (الإنجليزية)